# 81 Samodzielna Kompania Czołgów Rozpoznawczych

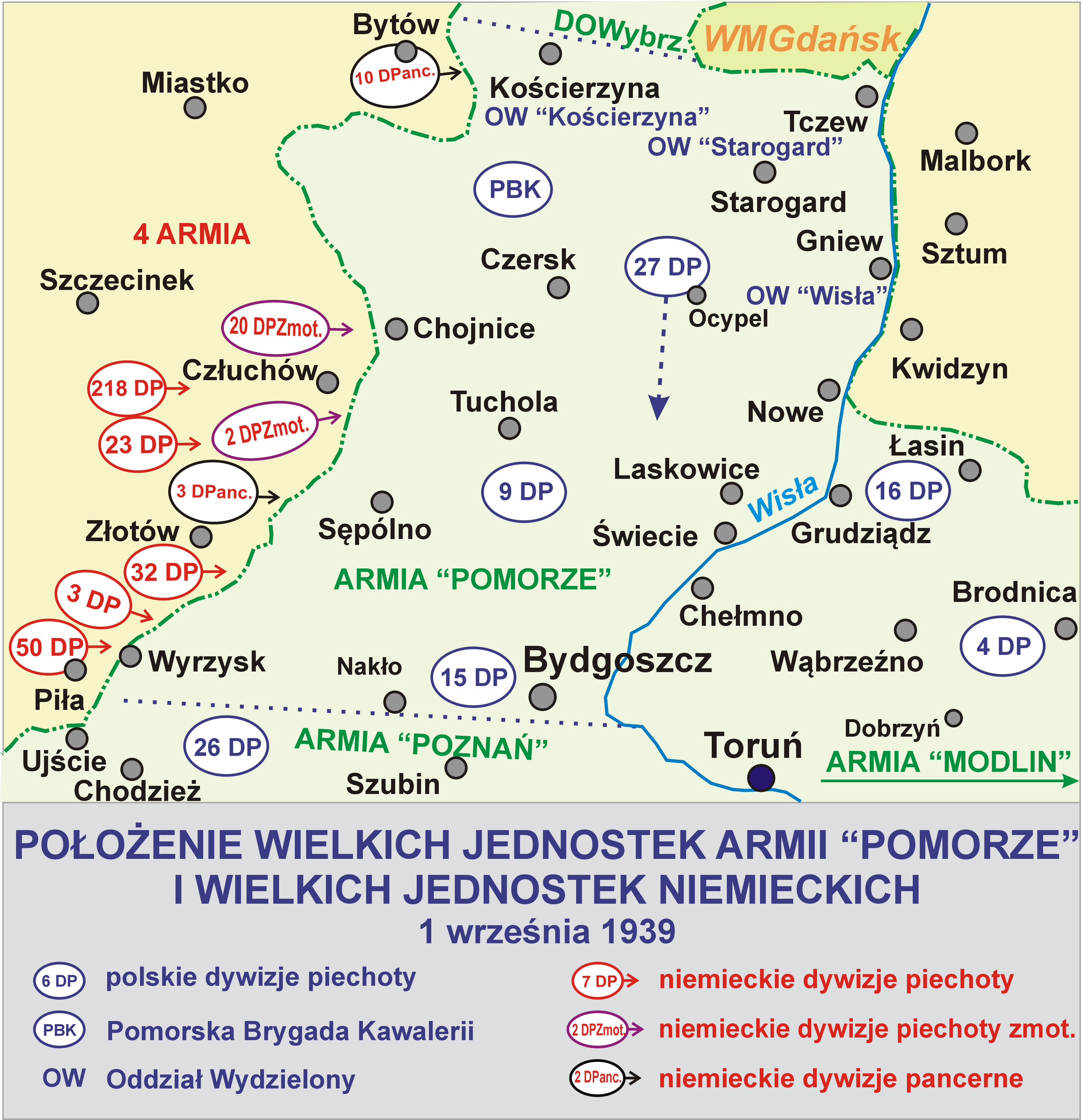
Kompania walczyła w składzie 15 DP

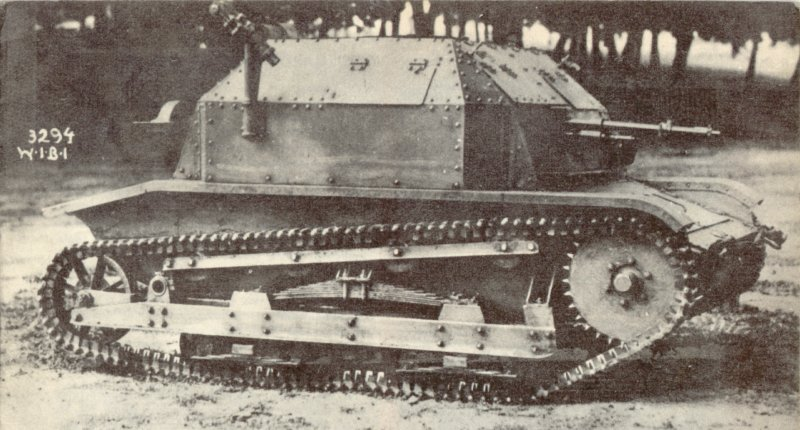
czołg TK-3 - czołg podstawowy kompanii

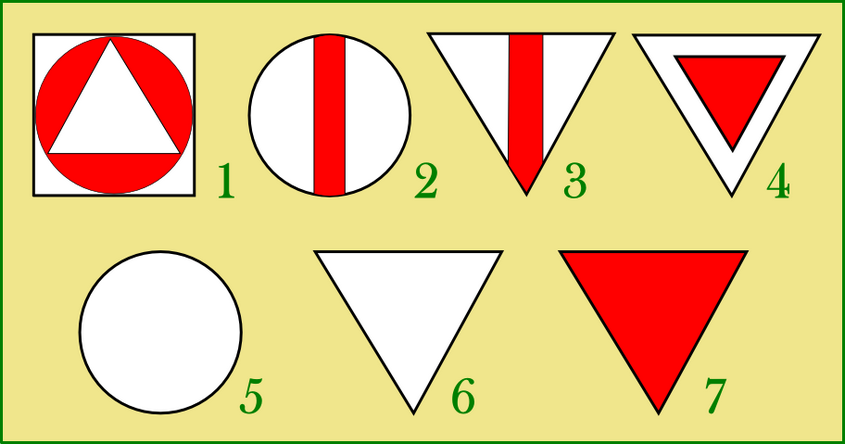
Znaki taktyczne malowane na czołgach lekkich i rozpoznawczych

81 Samodzielna Kompania Czołgów Rozpoznawczych – pancerny pododdział rozpoznawczy Wojska Polskiego II Rzeczypospolitej.
Kompania nie występowała w pokojowej organizacji wojska. Została sformowana 25 sierpnia 1939 roku w Bydgoszczy w grupie jednostek oznaczonych kolorem niebieskim z przeznaczeniem dla 15 Dywizji Piechoty. Jednostką mobilizującą był 8 batalion pancerny.
Na wyposażeniu posiadała 13 czołgów rozpoznawczych TK-3.

## 81 skczr w kampanii wrześniowej

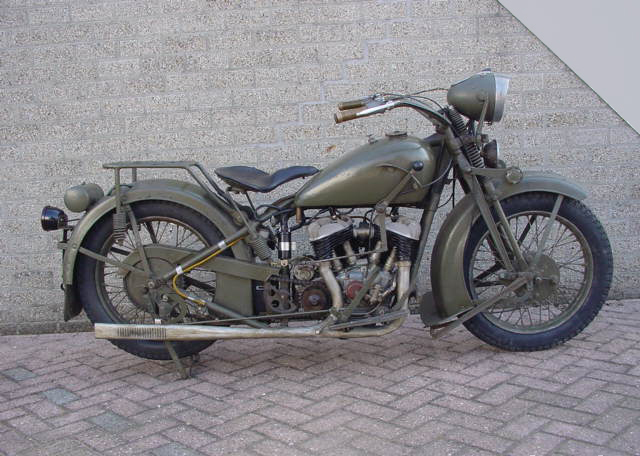
Motocykl Sokół 1000

Kompania, początkowo przydzielona do 15 Dywizji Piechoty, rozkazem dowódcy Armii „Pomorze” podporządkowana została Grupie Operacyjnej „Wschód”. Wieczorem 1 września wykonała marsz z Bydgoszczy do Wąbrzeźna i zajęła rejon wyjściowy do działań w lesie Jarantowice. Tam pozostawała do 3 września w gotowości do wykonywania kontrataków na korzyść 16 Dywizji Piechoty lub Oddziału Wydzielonego „Jabłonowo”. 3 września rano tankietki kompanii prowadziły rozpoznanie na rzecz OW „Jabłonowo”, a później wzięły udział w kontrataku batalionu II/67 pułku piechoty na oddziały niemieckiej 228 DP. W ataku tym kompania poniosła ciężkie straty, na 12 tankietek biorących udział w ataku 2 TK-3 zostało zniszczonych, 6 uszkodzonych, w tym 2 uszkodzone na tyle ciężko, że pozostały na polu walki. Jednak kontratak uzyskał częściowe powodzenie bowiem w okolicach wsi Zakrzewo kompania odcięła drogę odwrotu Niemcom, przypierając ich do jeziora Mełno.  4 września, w ramach odwrotu Armii Pomorze, kompania przejechała do lasu Wronie i tam stacjonowała przez cały dzień. 6 września kompania, wyprzedzając jednostki 4 Dywizji Piechoty wycofywanej przez Toruń na lewy brzeg Wisły, stanęła w lesie na północ od Solca Kujawskiego. 7 września kompania podporządkowana 4 Dywizji Piechoty, prowadziła rozpoznanie kierunku na Koło, a następnego dnia rano wraz z kawalerią dywizyjną ubezpieczała pod Kowalem przemarsz oddziałów, patrolując kierunki na miejscowości Lubień i Chodcza. W nocy z 9 na 10 września kompania weszła w bezpośrednie podporządkowanie dowódcy Grupy Operacyjnej „Wschód”, a w następnym dniu dowódcy Armii „Pomorze”. Kompania przegrupowała się do m.p. dowództwa armii, do dworu Czerniew. 16 września kompania w ramach zgrupowania pancernego kpt. Szczepankowskiego (wozy kompanii czołgów rozpoznawczych nr 71, 81 i 82) wspierała bój 18 pułku piechoty 26 DP o las majątku Braki w rejonie Sochaczewa. Tankietki obeszły lewe skrzydło niemieckiego 74 pułku piechoty i przeniknęły na jego tyły. Pozbawione wsparcia piechoty i artylerii, poniosły jednak znaczne straty i wycofały się do wsi Karnków. Nocnym marszem 16/17 września wraz z 26 DP osiągnęła Osiek pod Kiernozią. 17 września resztki zgrupowania pancernego wspierały obronę 26 DP zaatakowanej przez wozy bojowe 1 pcz 1 DPanc, ponosząc przy tym dalsze straty w ludziach i sprzęcie. 18 września, nie mogąc pokonać dojazdów do przepraw na Bzurze, zatarasowanych wozami konnymi kolumn taborowych, kompania straciła resztę swojego sprzętu, a jej żołnierze dołączyli do batalionu II/18 pułku piechoty 26 DP i wraz z nim dostali się do niewoli.

## Obsada personalna
Obsada w dniu 1 września 1939 roku:
- dowódca kompanii – kpt. Feliks Polkowski

- dowódca 1 plutonu – por. Tadeusz Klar

- dowódca 2 plutonu - ppor. Wacław Sławiński
- dowódca plutonu techniczno-gospodarczego – ppor. rez. Eugeniusz Widuchowski

## Skład kompanii
Poczet dowódcy
- gońcy motocyklowi
- drużyna łączności
  - patrole:

radiotelegraficzny
łączności z lotnictwem
- sekcja pionierów

Razem w dowództwie
1 oficer, 7 podoficerów, 21 szeregowców;
1 czołg, 1 samochód osobowo-terenowy, 2 samochody z radiostacjami N.2, furgonetka, 4 motocykle.
2 x pluton czołgów
1 oficer, 7 podoficerów, 7 szeregowców
6 czołgów, 1 motocykl, przyczepa towarzysząca
pluton techniczno-gospodarczy
- drużyna techniczna
- drużyna gospodarcza
- załogi zapasowe
- tabor

Razem w plutonie
1 oficer, 13 podoficerów, 18 szeregowców
5 samochodów ciężarowych, samochód-warsztat, cysterna, 1 motocykl, transporter czołgów, 2 przyczepy na paliwo, kuchnia polowa